# Frankenstein (roman)
Frankenstein sau un Prometheus modern este un roman al scriitoarei britanice Mary Shelley, publicat prima oară în anul 1818. Se presupune că scriitoarea s-a inspirat la crearea monstrului din roman după numele cetății Frankenstein. Romanul relatează viața tânărului elvețian Victor Frankenstein, care studiază la universitatea renumită din Ingolstadt și care reușește să realizeze un om artificial.
Romanul este prezentat în forma actuală a epocii, ca un roman sub formă de corespondență, evenimentele fiind relatate de Victor în scrisori adresate persoanei care conduce activitatea de cercetare. Victor îl atenționează în relatările sale pe cititor că omul trebuie să-și recunoască și să respecte limitele posibilităților sale fără a căuta să-și măsoare puterile cu Creatorul divin.
Figura lui Victor Frankenstein se aseamă cu caracterele personajului Faust sau a eroului din mitologie, Prometeu.

## Bibliografie

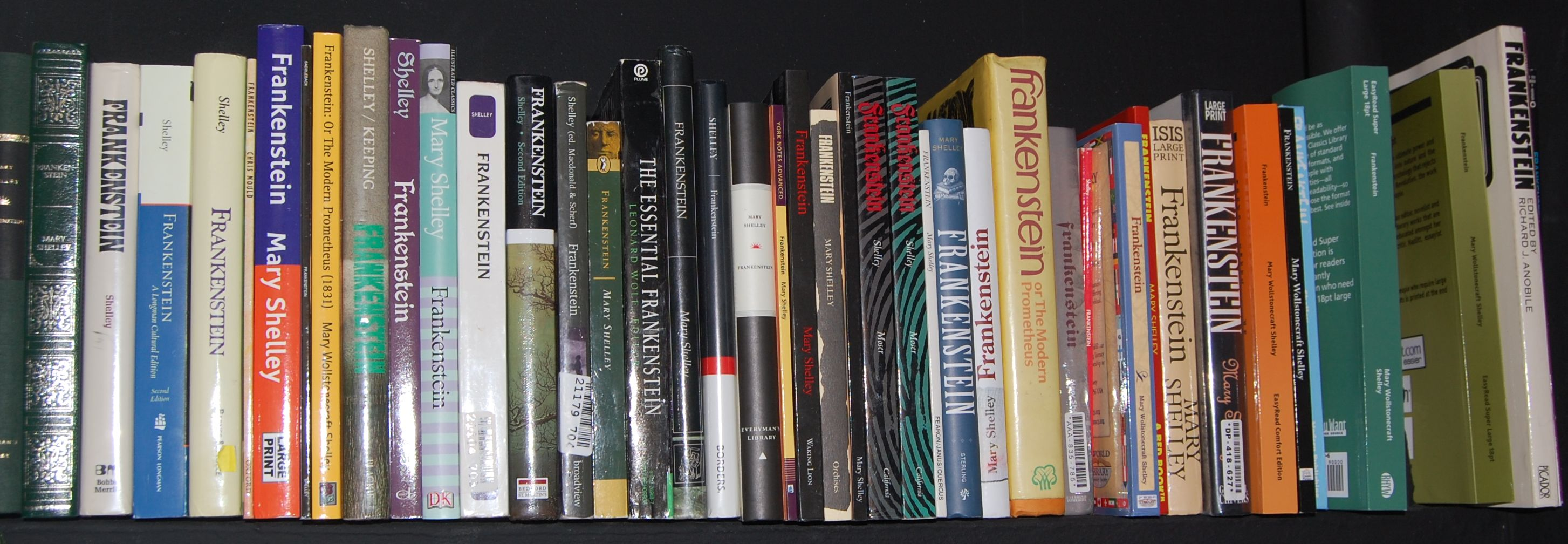
O varietate de ediții ale romanului

## Legăturiexterne
- Frankenstein dezvăluit: povestea lui Johann Conrad Dippel, 4 aprilie 2012, Descoperă